# Respiro (Studio 3)
Respiro è un album degli Studio 3 del 2010.

## Tracce
1. Il Mio Respiro(Rocio) feat. Noemy Nicole  (Y.Gonzales - A.Vetralla- G.Landro)
2. Senza un se (A.Vetralla- A.Sampietro- N.Ambrosecchia)
3. Incanto  (M.Venturini)
4. Ti amo troppo  (A.Vetralla)
5. Quella Carezza della sera  (S.Bardotti-V.De Scalzi-G.Belleno-G.D'Adamo-N.Di Palo-R.Belloni)
6. Prendilo sul serio  (S.Valerio- S. Cascella)
7. Sembra Semplice  (S.Valerio)
8. Uuuargh  (A.Vetralla- S.Valerio- M.Venturini)
9. Passa Passa (Niente Addosso)  (A.Vetralla)

## Formazione
- Salvatore Gabriel Valerio - voce
- Marco Venturini - voce
- Andrea Vetralla - voce

Altri musicisti
- Giorgio Cocilovo - chitarra acustica, chitarra elettrica, banjo, ukulele
- Enrico Palmosi - programmazione, pianoforte
- Luca Scansani - basso
- Angelo Racz - organo Hammond
- Paolo Petrini - chitarra acustica, chitarra elettrica
- Francesco Corvino - batteria